# Elatostema variabile
Elatostema variabile är en nässelväxtart som beskrevs av Charles Budd Robinson. Elatostema variabile ingår i släktet Elatostema och familjen nässelväxter. Inga underarter finns listade i Catalogue of Life.